# Benoitodes caheni
Benoitodes caheni är en spindelart som först beskrevs av Benoit 1977.  Benoitodes caheni ingår i släktet Benoitodes och familjen plattbuksspindlar. Inga underarter finns listade.